# Grand Prix Alanya
Le Grand Prix Alanya est une course cycliste turque disputée au mois de février autour d'Alanya dans la province d'Antalya. La course est organisée pour la première fois en 2018 et fait partie de l'UCI Europe Tour dans la catégorie 1.2. Il est organisé par l'agence de voyages Cartier Tour, qui organise également le Grand Prix Side. Une épreuve féminine est également organisée depuis 2019.

## Palmarès
| Année | Vainqueur          | Deuxième         | Troisième          |
| ----- | ------------------ | ---------------- | ------------------ |
| 2018  | Kirill Pozdnyakov  | Onur Balkan      | Ivan Balykin       |
| 2019  | Lucas Carstensen   | Yauheni Karaliok | Patryk Stosz       |
| 2020  | Paweł Bernas       | Fabian Schormair | Onur Balkan        |
| 2021  | Davide Gabburo     | Filippo Colombo  | Alessandro Tonelli |
| 2022  | Alessio Martinelli | Sindre Kulset    | Anatoliy Budyak    |